# Guvernul Miron Cristea (2)
Guvernul Miron Cristea (2) a fost un consiliu de miniștri care a guvernat România în perioada 31 martie 1938 - 31 ianuarie 1939.

## Componența
- Președintele Consiliului de Miniștri

Miron Cristea (31 martie 1938 - 31 ianuarie 1939)
- Ministru de interne

Armand Călinescu (31 martie 1938 - 31 ianuarie 1939)
- Ministrul afacerilor străine

Nicolae Petrescu-Comnen (31 martie 1938 - 23 decembrie 1938)
Grigore Gafencu (23 decembrie 1938 - 31 ianuarie 1939)
- Ministrul finanțelor

Mircea Cancicov (31 martie 1938 - 31 ianuarie 1939)
- Ministrul justiției

Victor Iamandi (31 martie 1938 - 31 ianuarie 1939)
- Ministrul apărării naționale

General Gheorghe Argeșanu (31 martie - 14 octombrie 1938)
General Nicolae Ciupercă (14 octombrie 1938 - 31 ianuarie 1939)
- Ministrul aerului și marinei

General Paul Teodorescu (31 martie 1938 - 31 ianuarie 1939)
- Ministrul înzestrării armatei (Minister nou înființat)

General Iosif Iacobici (14 octombrie 1938 - 31 ianuarie 1939)
- Ministrul industriei și comerțului (din 7 aprilie 1938 Ministrul Economiei Naționale)

Mitiță Constantinescu (31 martie 1938 - 31 ianuarie 1939)
În paralel, Mitiță Constantinescu a fost și guvernator al Băncii Naționale a României.
- Ministrul agriculturii, domeniilor și cooperației

Gheorghe Ionescu-Sisești (31 martie 1938 - 31 ianuarie 1939)
- Ministrul educației naționale

Episcopul Nicolae Colan (31 martie - 20 iunie 1938)
ad-int. Armand Călinescu (20 iunie - 5 decembrie 1938)
Petre Andrei (5 decembrie 1938 - 31 ianuarie 1939)
- Ministrul cultelor și artelor

Episcopul Nicolae Colan (31 martie 1938 - 31 ianuarie 1939)
- Ministrul muncii

Mihail Ralea (31 martie 1938 - 31 ianuarie 1939)
- Ministrul muncii, sănătății și ocrotirilor sociale

ad-int. Armand Călinescu (31 martie - 4 aprilie 1938)
General dr. Nicolae Marinescu (4 aprilie 1938 - 6 martie 1939)
- Ministrul lucrărilor publice și al comunicațiilor

Mihail Ghelmegeanu (31 martie 1938 - 31 ianuarie 1939)

## Sursa
- Monitorul Oficial 75 din 31 martie 1938, p. 1640.
- Stelian Neagoe - "Istoria guvernelor României de la începuturi - 1859 până în zilele noastre - 1995" (Ed. Machiavelli, București, 1995)

| Precedat(ă) de: Guvernul Miron Cristea (1) | Guvernul Miron Cristea (2) 30 martie 1938 - 31 ianuarie 1939 | Succedat(ă) de: Guvernul Miron Cristea (3) |